# Stade du Sippelberg
 (décembre 2023).
Si vous disposez d'ouvrages ou d'articles de référence ou si vous connaissez des sites web de qualité traitant du thème abordé ici, merci de compléter l'article en donnant les références utiles à sa vérifiabilité et en les liant à la section « Notes et références ».
Le stade du Sippelberg (familièrement : le Sippelberg) est un stade de football faisant partie du complexe sportif du même nom, situé dans la commune de Molenbeek-Saint-Jean à Bruxelles.

## Localisation
Le site se trouve aux limites entre les communes de Molenbeek et de Koekelberg, à proximité du Château du Karreveld. À noter, que le « Parc du Sippelberg » est lui situé sur le territoire de la commune de Ganshoren.

## Histoire
L’enceinte connaît la célébrité quand elle est le fief du club porteur du « matricule 451 » de l’URBSFA sous l'appellation: Royal Crossing Club de Molenbeek. De 1959 à 1969, l'endroit connaît la Division 2 belge de football.
Après son accession à la « Division 1 », le club au « matricule 55 » déménage vers le Parc Josaphat à Schaerbeek et prend le nom de R. Crossing Club de Schaerbeek.
Jusqu'en 2014, le site accueille certaines équipes de jeunes du RWDM Brussels FC, club qui arrête ses activités en juin 2014.
De nos jours, les installations de football sont employées par le club historique du site l'Académie Jeunesse Molenbeek qui évolue en 2ème Provinciale Brabant durant la saison 2019/2020.

### Sources et liens externes
- Informations sur le site du Sippelberg
- Situation du site via Google
- ACJM.be (Site officiel de l'Académie Jeunesse Molenbeek)